# Gem Motor Car Corporation
Gem Motor Car Corporation war ein US-amerikanischer Hersteller von Automobilen. Eine andere Quelle verwendet die Firmierung Gem Motor Car Company.

## Unternehmensgeschichte
Das Unternehmen wurde im Dezember 1917 in Grand Rapids in Michigan gegründet. Im gleichen Jahr begann die Produktion von Personenkraftwagen und leichten Nutzfahrzeugen. Der Markenname lautete Gem. 1919 endete die Produktion. Insgesamt entstanden etwa 85 Fahrzeuge.

## Fahrzeuge
Im Angebot beschränkte sich auf das Model A. Viele Teile wurden zugekauft. Anfangs war geplant, Fahrgestelle von Pontiac und Karosserien von der Hayes-Ionia Company zu beziehen. Inwieweit das umgesetzt wurde, bleibt unklar. Der Vierzylindermotor kam von GB & S. Der offene Tourenwagen bot Platz für fünf Personen.